# 3707 Schroter
3707 Schroter је астероид главног астероидног појаса чија средња удаљеност од Сунца износи 2,615 астрономских јединица (АЈ).
Апсолутна магнитуда астероида је 13,4.